# Bugatti Type 35
El Bugatti Type 35' Grand Prix es un coche deportivo de la segunda mitad de los años 1920 desarrollado por el fabricante de automóviles francés Bugatti. Con una trayectoria sin igual, con más de dos mil victorias en distintas carreras, incluyendo cinco victorias consecutivas en la Targa Florio, no solo es el Bugatti más famoso, sino que también es uno de los modelos más destacados de la historia del automóvil. El nacimiento del mito del "Purasangre" Bugatti data de este periodo.
Diseñado desde 1924 en el taller Molsheim-Dorlisheim de Bugatti en Alsacia, el Type 35 tiene muchos desarrollos mecánicos (centrados sobre todo en su motor de ocho cilindros en línea), creando diferentes versiones: Type 35, 35A, 35C, 35T, 35B, 37, 37A, 39  y 39A. Generalmente considerado como particularmente elegante, el Type 35 es también el origen de importantes innovaciones técnicas en el mundo del automóvil. Cerca de 640 unidades se construirán hasta 1930.
Sin ser particularmente potente (sus diferentes motores desarrollaban entre 60 y 140 caballos), el Type 35, sin embargo, logró imponer su ritmo en los Grandes Premios durante casi una década, gracias a su facilidad de conducción y a su gran fiabilidad. En los primeros años 1930, no obstante, hubo de dar paso a los fabricantes italianos y alemanes como Alfa Romeo y Mercedes-Benz, beneficiados entre otros factores por el apoyo de los gobiernos de sus respectivos países.

## Antecedentes y desarrollo

### El nacimiento de Bugatti
En 1910, apenas un año después de su creación, Bugatti presentó en el Salón del Automóvil de París su primer coche de carreras, un automóvil que "representa una clase completamente nueva en sí mismo", el Type 13.· Ya victorioso en competición, Bugatti sin embargo debió detener rápidamente sus actividades debido a la proximidad de la guerra. Al igual que muchos fabricantes de automóviles durante la Primera Guerra Mundial, Bugatti participó en el esfuerzo de guerra de los aliados, mediante el desarrollo junto con el fabricante de aeronaves Messier de motores aeronáuticos de ocho y de dieciséis cilindros.·
Después de la guerra, Bugatti puede reanudar sus actividades en la planta Molsheim-Dorlisheim y elevar la producción del Type 13 ya en 1919. Este año marca un verdadero punto de inflexión en la historia de Bugatti: si el fabricante francés ya es conocido por la calidad de sus motores y de su chasis el Tipo 13 le permite convertirse en una referencia entre una clientela con aspiraciones deportivas. De hecho, con cinco vehículos inscritos en el Gran Premio de Brescia en 1921, el Type 13 copa los cuatro primeros puestos de la carrera, lo que motivó que a partir de entonces el modelo recibiese el apodo de "Bugatti Brescia". Por otro lado, el interés de Ettore Bugatti por la competición se intensificó por este éxito inesperado.

### El Type 35 o el comienzo de un mito

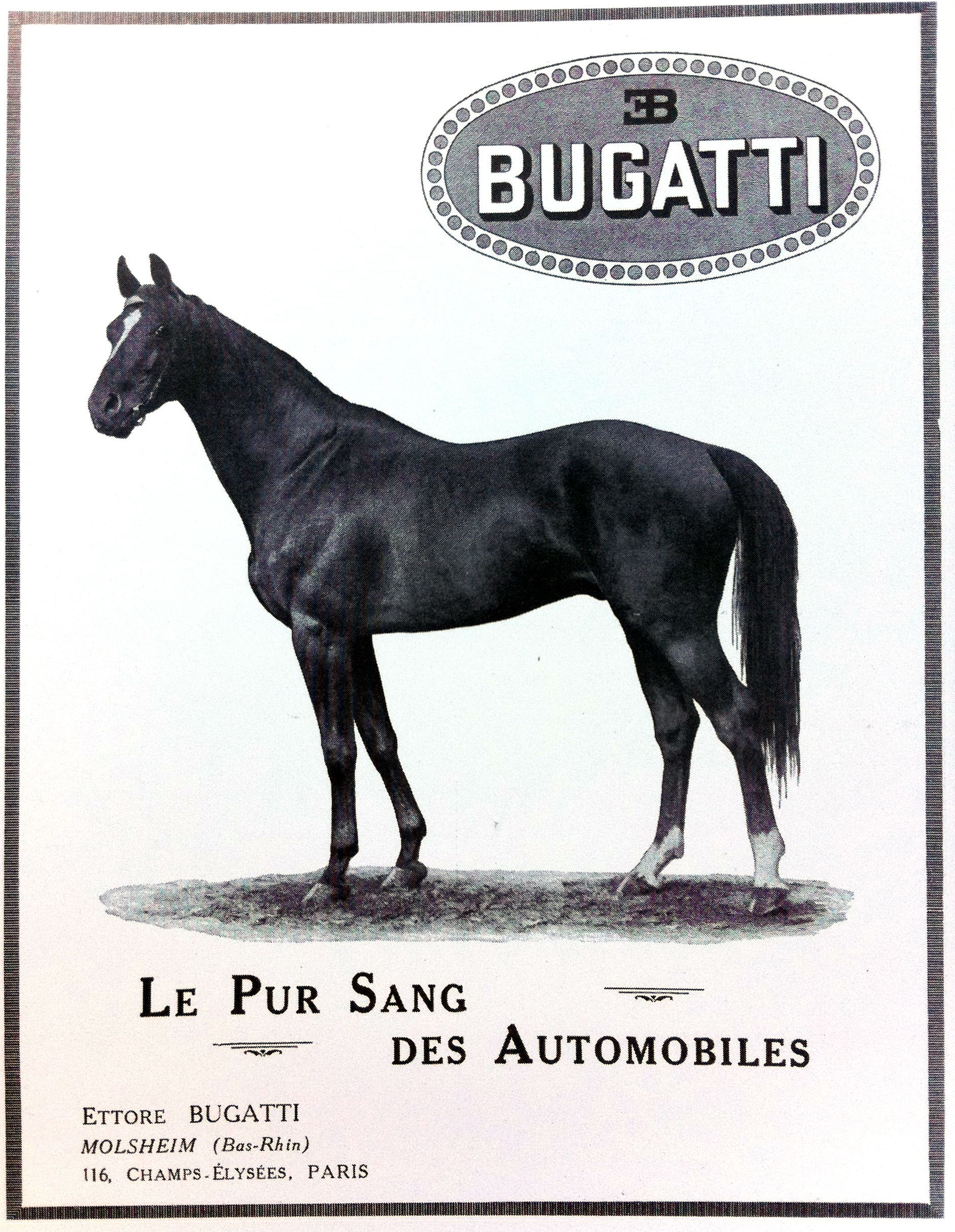
Publicidad de Bugatti en L'Illustration en 1923.

Los años siguientes vieron la aparición de modelos más eficientes que el Type 13. Se adoptaron por primera vez, a imagen de los Fiat 805, motores equipados con compresor volumétrico para aumentar así significativamente su potencia. Después de producir algunos automóviles menos notables pero sin embargo innovadores (como el Type 32), Bugatti presenta en el Gran Premio de Francia de 1924 en Lyon, un nuevo coche de carreras: el Type 35.· Es el comienzo del mito "Purasangre" Bugatti.·
El nuevo diseño de la parrilla del coche se parece a una herradura (diseño que se incorporará a partir de esta fecha en todos los automóviles Bugatti sin excepción), abandonándose la forma que recordaba un estribo de los modelos anteriores. Ettore Bugatti elogia constantemente las cualidades mecánicas y deportivas de sus coches, relacionándolos con carreras de caballos famosas. Esta representación de Bugatti será difundida por las numerosas victorias del Type 35 en competición: los pilotos de la fábrica, así como los pilotos privados compradores de un Type 35, contribuyen de hecho a la creación de la leyenda Bugatti ganando más de 2000 carreras, tanto en los circuitos como en carreras de montaña.···
Este singular récord fue posible gracias, entre otros factores, al número particularmente elevado de unidades producidas y vendidas: cerca de 640 Bugatti de todas las versiones. Esta particularidad de vender versiones del Type 35, puso un auténtico Bugatti de competición al alcance de cualquier conductor con recursos económicos suficientes para adquirirlo. Algunos fabricantes de automóviles también consideraron adoptar este principio al mismo tiempo, pero finalmente rechazaron esta idea por el temor a que sus pilotos oficiales se vieran privados de la victoria a favor de un particular. Ettore Bugatti no tenía esta preocupación porque no le importaba quien venciera en una carrera, mientras lo hiciera al volante de uno de sus automóviles.

## Técnica
Además de los éxitos deportivos, el Bugatti Type 35 también logró un gran éxito comercial, llegando a ser la plataforma para una multitud de otros modelos de carreras y de gran turismo; al menos ocho versiones adicionales se desarrollarán: 35A, 35C, 35T, 35B, 37, 37A, 39 y 39A.

### Finura y elegancia del Tipo 35

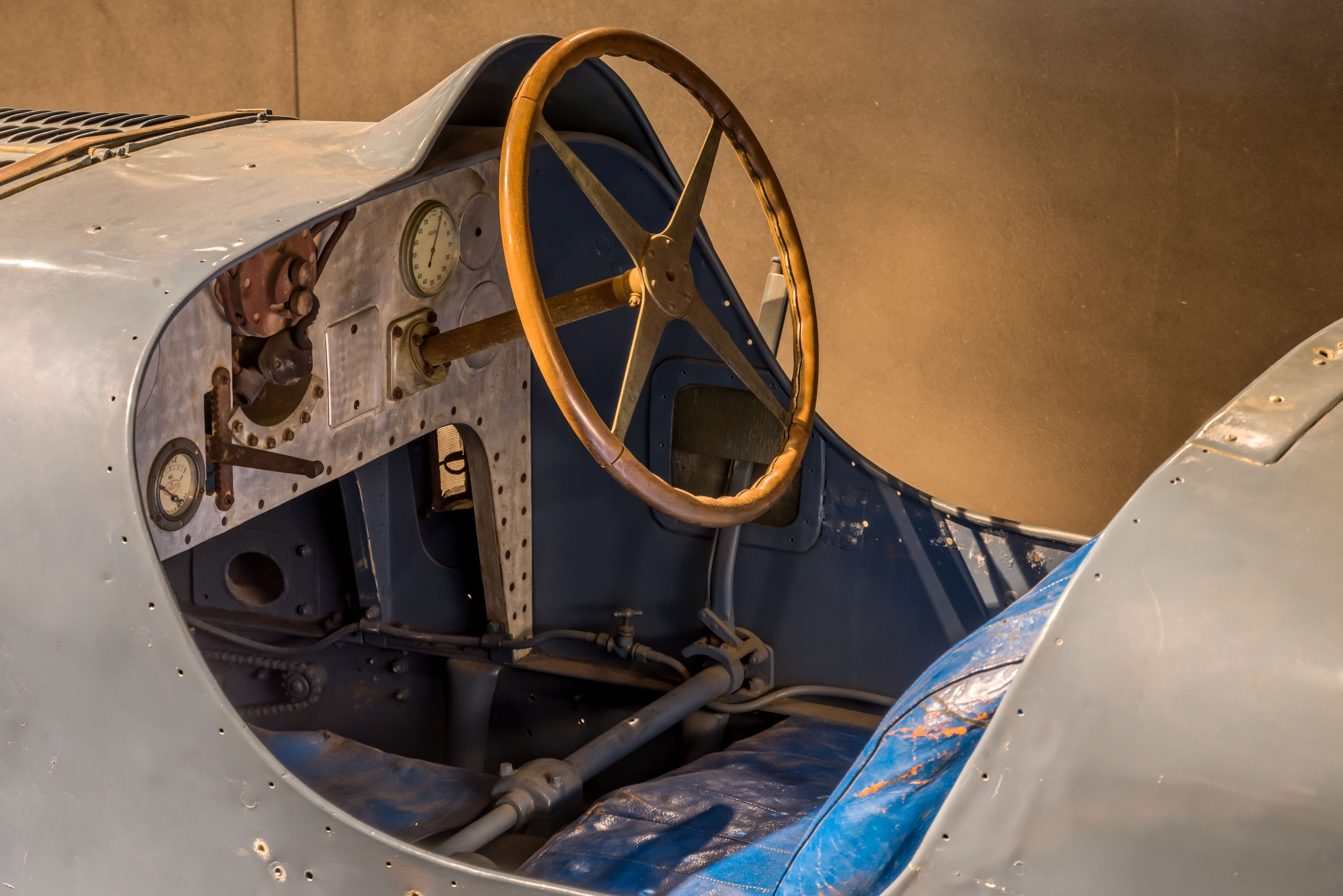
Volante del Bugatti Type 35A

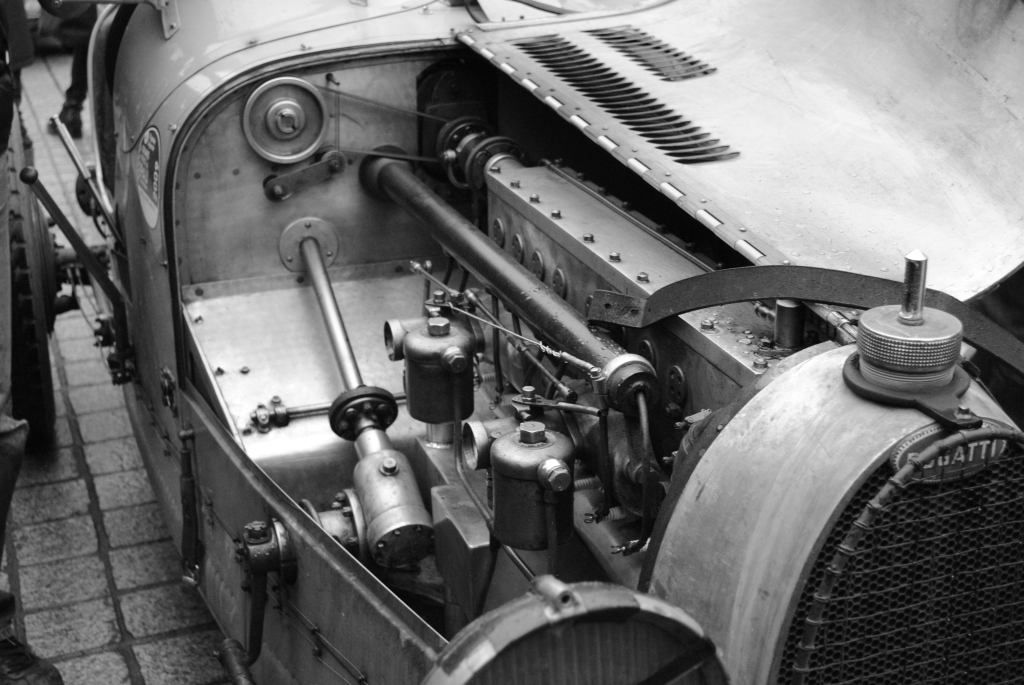
Motor de 8 cilindros en línea y 1991 cm3.

Incluso más allá de sus victorias en las carreras, el Bugatti Type 35 logró rápidamente un éxito rotundo entre el público gracias a «la finura y la elegancia de su diseño»,·· reflejada en detalles como su radiador de borde cromado o sus mandos niquelados. Convertido en biplaza después de que las normas de los Grandes Premios exigieran la presencia de un mecánico junto al conductor, el Type 35 es particularmente reconocible, incluso hoy en día, gracias a sus ruedas con llantas de fundición de aluminio con ocho radios planos, más ligeras y eficazmente refrigeradas que las clásicas ruedas de radios de alambre; y diseñadas para evitar el desllantado en caso de un pinchazo. Los tambores de freno eran operados por cable Bowden, una innovación considerable en aquel momento,· que ofrecía entre otras la ventaja en competición de poderse inspeccionar fácilmente el estado de los tambores de freno al sustituir las ruedas. El Type 35 es también reconocible por su deflector de viento dispuesto únicamente para el conductor (quedando el mecánico excluido de protección contra el viento), así como por el acusado ángulo de caída positivo de sus ruedas delanteras. Conductor y mecánico, por otro lado, iban sentados a cierta altura, enfrentados a un salpicadero de aluminio mecanizado y a un volante de madera con cuatro brazos metálicos.
El motor, aunque derivado del que se utilizó en el Bugatti Type 30 y el Type 32 también fue innovador. Seguía siendo un propulsor atmosférico de 8 cilindros en línea, resultado de alinear dos bloques de alumininio de 4 cilindros (el uso generalizado de materiales ligeros como el aluminio proporcionaba «un excelente reparto de masas» y un peso contenido de aproximadamente tan solo 750 kg) con una cilindrada de 1991 cm3 (diámetro de 60 mm y carrera de 88 mm). Alimentado por dos carburadores Zenith o Solex, la potencia máxima desarrollada era de 100 ch a 5000 rpm. La distribución corría a cargo de un simple árbol de levas en cabeza accionando tres válvulas (dos de admisión y una de escape) por cilindro. El cigüeñal era extraíble, con cinco puntos de apoyo (contra los tres previamente utilizados), haciendo innecesaria la lubricación a presión. Las bielas montaban cojinetes a base de rodamientos de bolas para lograr un mayor régimen de giro del motor, hasta alcanzar las 6000 rpm, un valor «considerable»· para la época. Asociado con una caja de cambios de 4 velocidades no sincronizadas con la palanca se colocada fuera de la cabina (como en todos los coches de gran premio de la década de 1920), este motor alcanza una velocidad máxima de 184 km/h.
A diferencia del motor, el chasis y la carrocería eran totalmente nuevos. Los largueros se dimensionaron con sección variable en función de los esfuerzos soportados, lo que contribuyó a optimizar el peso del vehículo. El eje delantero, formado por una sola pieza, es "una obra de arte": totalmente pulido «es una realización de los maestros de forja de Molsheim, que constituye una auténtica proeza técnica». Su ligereza, relacionada con su estructura hueca, reduce la masa no suspendida. La suspensión delantera se resolvió mediante flejes semielípticos, mientras que en el eje trasero se utilizaron flejes de cuarto de elipse.
Todas estas características técnicas proporcionaron un excelente comportamiento en carretera al Type 35, a pesar de su elevada altura sobre el suelo. Su capacidad para negociar las curvas a alta velocidad y su maniobrabilidad eran también algunas de sus características más valoradas.· El Type 35 era un tracción trasera, y su conductor debía tener cuidado de no acelerar repentinamente para evitar la deriva incontrolada de la parte posterior. También era conocido por su fiabilidad, dado que Bugatti optó generalmente por «buscar los mejores materiales por todo el mundo»: por ejemplo, el acero utilizado para el Type 35 procedía de las fundiciones de Sheffield en Inglaterra.

### El Tipo 35A, una "Imitación de Carreras"

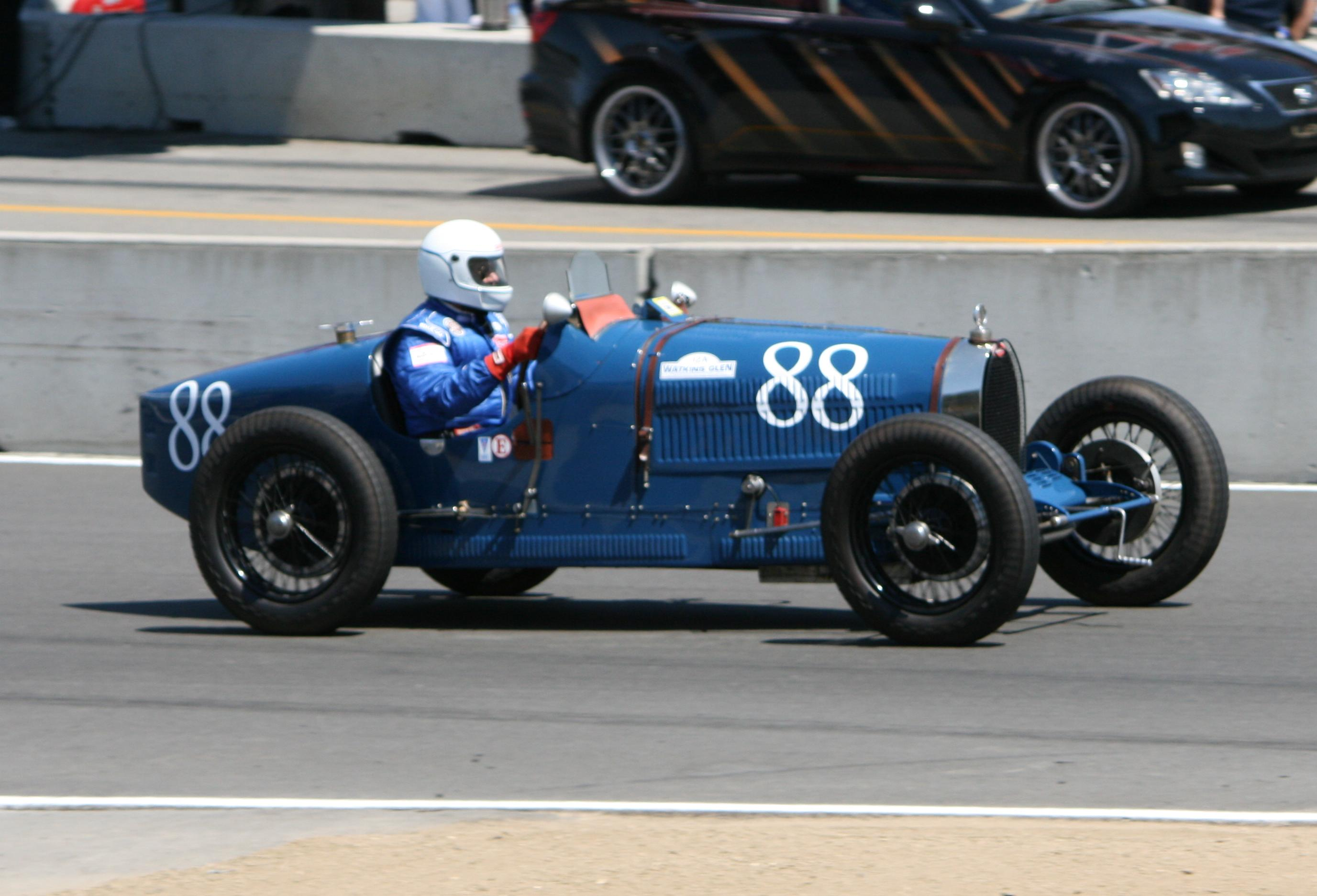
Un Bugatti Type 35A en la Monterey Classic Week 2008.

El Bugatti Type 35A apareció en 1925 bajo el nombre de "Imitation Course 35A".· De la primera versión del Type 35 se vendieron alrededor de 130 unidades hasta 1928. No estaban pensados para la competición, y por lo tanto fueron dotados de una mecánica y un encendido simplificados, aunque el chasis, los trenes de rodadura y la caja de cambios eran los mismos que los del modelo original.
Su motor, el 8 cilindros de 1991 cm3 derivado del utilizado en el Type 35, era mucho menos sofisticado: el cigüeñal contaba con tan solo tres puntos de apoyo (en vez de cinco) sobre cojinetes lisos (la velocidad del motor por lo tanto se limitó a 4000 rpm), las tres válvulas por cilindros eran más pequeñas y el encendido estaba controlado por un delco y no por una magneto como en el Type 35. El motor rendía una potencia de 75 cv a 4000 rpm. Por último, el eje delantero no estaba aligerado. Asociado a la misma caja de cambios de 4 velocidades, el Type 35A alcanzaba una velocidad máxima estimada de 173 km/h.
Más fiable y con un mantenimiento más sencillo, el Type 35A es también menos caro; su precio es de alrededor de dos tercios del de un Type 35. Por otro lado, las llantas de aleación son opcionales, y las ruedas de radios Rudge solían ser la alternativa preferida para este modelo. El "Imitación de Carreras" del Tipo 35, el 35A, se denominó con el apelativo de "Técla", en referencia al nombre de la casa francesa de joyas de imitación.

### Los Type 35C, 35T, 35B y 39

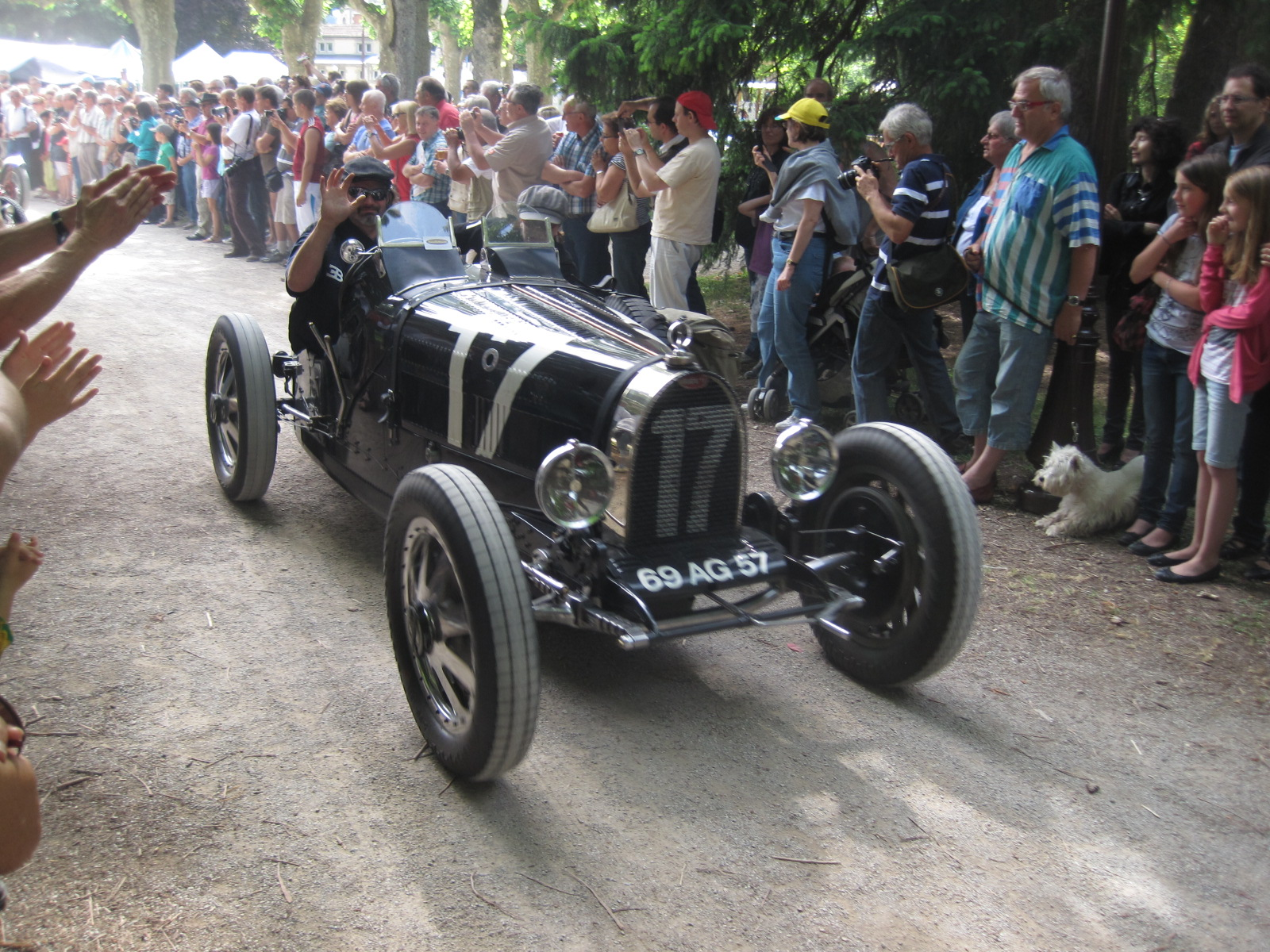
El Bugatti Type 35B de Caroline Bugatti (hija menor de Ettore Bugatti) en el salón rétro mobile de Lons-le-Saunier 2011.

A diferencia de la idea manejada en la concepción del Type 35A, los años siguientes fueron dedicados al desarrollo de versiones mejoradas destinadas a consolidar el dominio de Bugatti en las competiciones deportivas, o simplemente para adaptarse a las nuevas normativas de las carreras. Así, se diseñaron los  Type 35C, 35T y 35B; y los Type 39 y 39A. Este último modelo permitió obtener a Bugatti el título de Campeón del Mundo de Constructores en 1926, gracias a las victorias de Jules Goux en el Gran Premio de Francia y en el Gran Premio de San Sebastián; así como de Louis Charavel en el Gran Premio de Italia al final de la temporada (que terminó con Malcolm Campbell segundo en el Gran Premio de Gran Bretaña) .
En 1926, Ettore Bugatti confió la mejora del Type 35 a su amigo Félix Kortz, con quien ya había diseñado en 1909 el Type 10, con el fin de lograr una segunda victoria en la Targa Florio. Los cambios se centraron principalmente en el motor. La capacidad del motor se aumentó hasta los 2262 cm3, modificando la carrera de 88 mm a 100 mm y alargando el radiador para mejorar su eficiencia. Por último, la potencia se incrementó de 105 cv a 5500 rpm para una velocidad máxima de alrededor de 190 km/h. Después de obtener los tres primeros puestos en la Targa Florio  el 5 de abril de 1926, el Type 35 pasará a denominarse como 35T en referencia a "Targa".
En 1927 se dio a conocer el Bugatti Type 35C, que para muchos era el más eficaz de los Type 35.· Con el mismo motor que el Type 35 "clásico", pero provisto con un compresor volumétrico Roots, su potencia se elevaba a 120 cv a 5500 rpm. Diseñado por el ingeniero italiano Edmund Moglia, este compresor se montaba sobre la parte inferior derecha del motor. La estructura de la carrocería se desarrolló sobre la base del Type 39, un Type 35 en el que la cilindrada del motor se redujo a 1496 cm3 con el fin de cumplir con el Reglamento de Grandes Premios de 1925 reservado exclusivamente a los pilotos de fábrica. El Type 35C, según la revista "Sport Car Market" «ofrecía un perfecto equilibrio entre potencia, peso y comportamiento». En general se considera el primer Bugatti con motor sobrealimentado, aunque el compresor Roots se había puesto a prueba con anterioridad en 1926 en dos de las diez unidades del Type 39, denominadas para la ocasión Type 39A.
También se lanzó en 1927 el Type 35B, la última versión en llevar este número. Se caracterizaba por asociar el compresor Roots utilizado en el Type 35C, con el motor de ocho cilindros en línea y 2262 cm3 del Type 35T. Es por este motivo que fue denominado oficialmente Type 35TC ("Targa Compresor"), antes de que finalmente se mantuviera la designación 35B asignada por la oficina de diseño de Bugatti. Con el motor de mayor cilindrada sobrealimentado, el Type 35B se convirtió en la variante más potente del modelo, rindiendo 140 cv a 5500 rpm; también tiene mayor par motor y acelera mejor que el Type 35C.

### La excepción: el Type 37

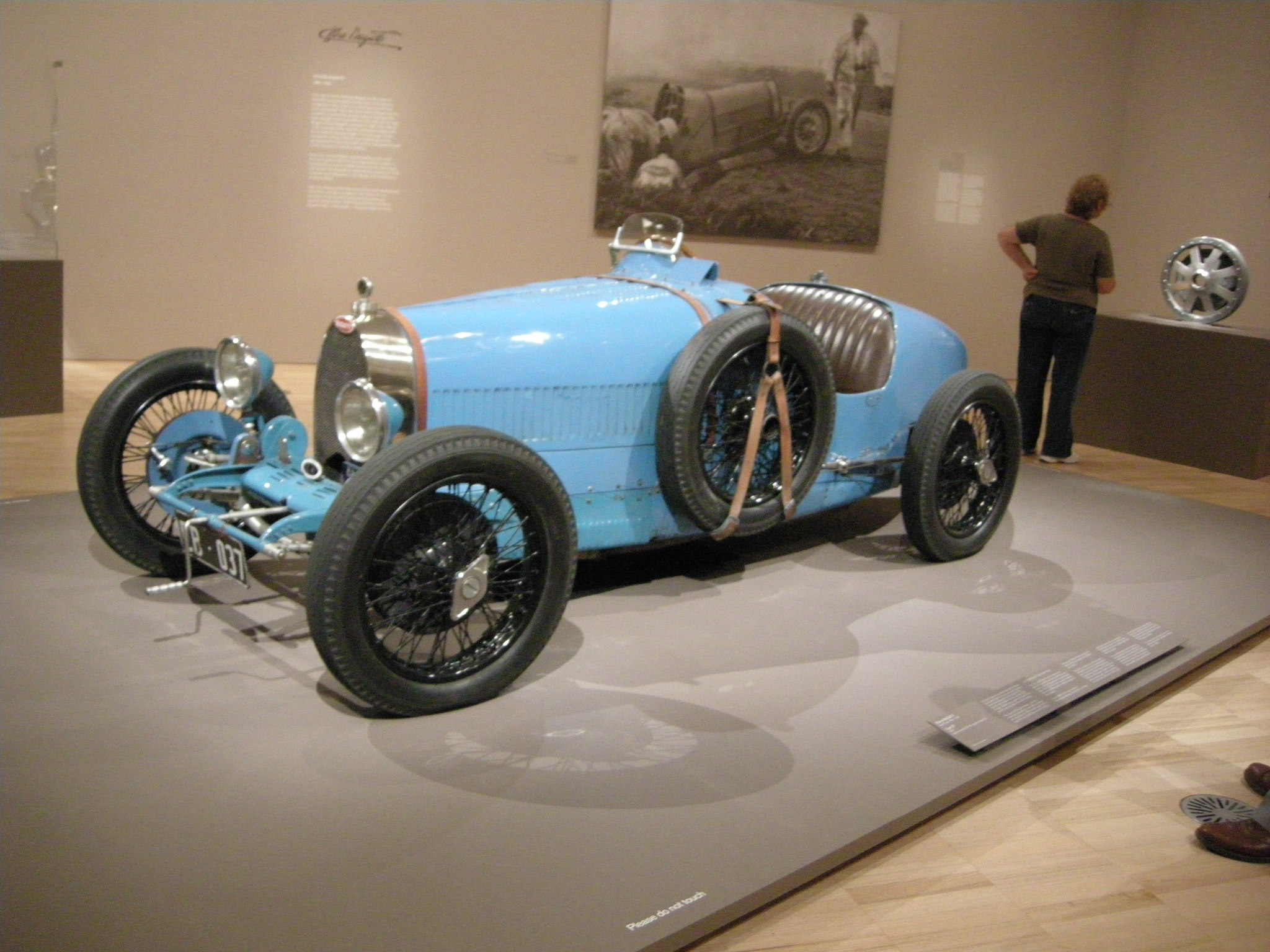
Un Bugatti Type 37 en la National Gallery of Victoria.

Nada permite distinguirlo estéticamente del Type 35 (excepto las ruedas de radios Rudge, que también montaba el Type 35A). Utilizaban el mismo chasis, la misma carrocería y el mismo radiador alargado, aunque el Type 37 era singular por su motor, el único de 4 cilindros en línea de toda la gama del Type 35. Ciertamente menos potente que el motor de ocho cilindros (la potencia máxima era de tan solo 60 cv), con este propulsor el Type 37 era casi tan rápido como un Type 35, debido a su reducido peso. Muy resistente, su motor le permitía alcanzar una velocidad máxima de 150 km/h.
El motor no era totalmente nuevo, ya que en realidad era la mitad del motor de 8 cilindros en línea del Bugatti Type 28 de 1920. Su relación entre diámetro/carrera era de 69 mm/100 mm, dándole una cilindrada de 1496 cm3. Al igual que en las versiones anteriores, el Tipo 37 mantenía un árbol de levas que accionaba tres válvulas por cilindro. El encendido utilizaba un delco como el Type 35A, lo que implicaba la presencia de un acumulador y de una dinamo, mientras que para el suministro de combustible al motor se utilizaba un solo carburador Zenith o Solex (lo habitual en Bugatti era montar dos).
Inscrito en la clase de 1.5 litros de la temporada 1926 en sustitución de los Bugatti Brescia, el Type 37 dominó rápidamente a todos sus rivales. Su éxito fue tal que Bugatti decidió a mediados de la temporada de 1927 poner en marcha el Type 37A (oficialmente denominado Tipo 35CP). Era una versión más potente basada en el Type 35C, añadiendo al motor un compresor Roots, con lo que su potencia alcanzaba los 90 cv. El distribuidor de encendido también se sustituyó por una magneto, mientras que el motor recibió un sistema de engrase a presión. Fabricado hasta 1931, se construyen alrededor de 270 unidades de los Bugatti Type 37 y 37A.

### Sumario

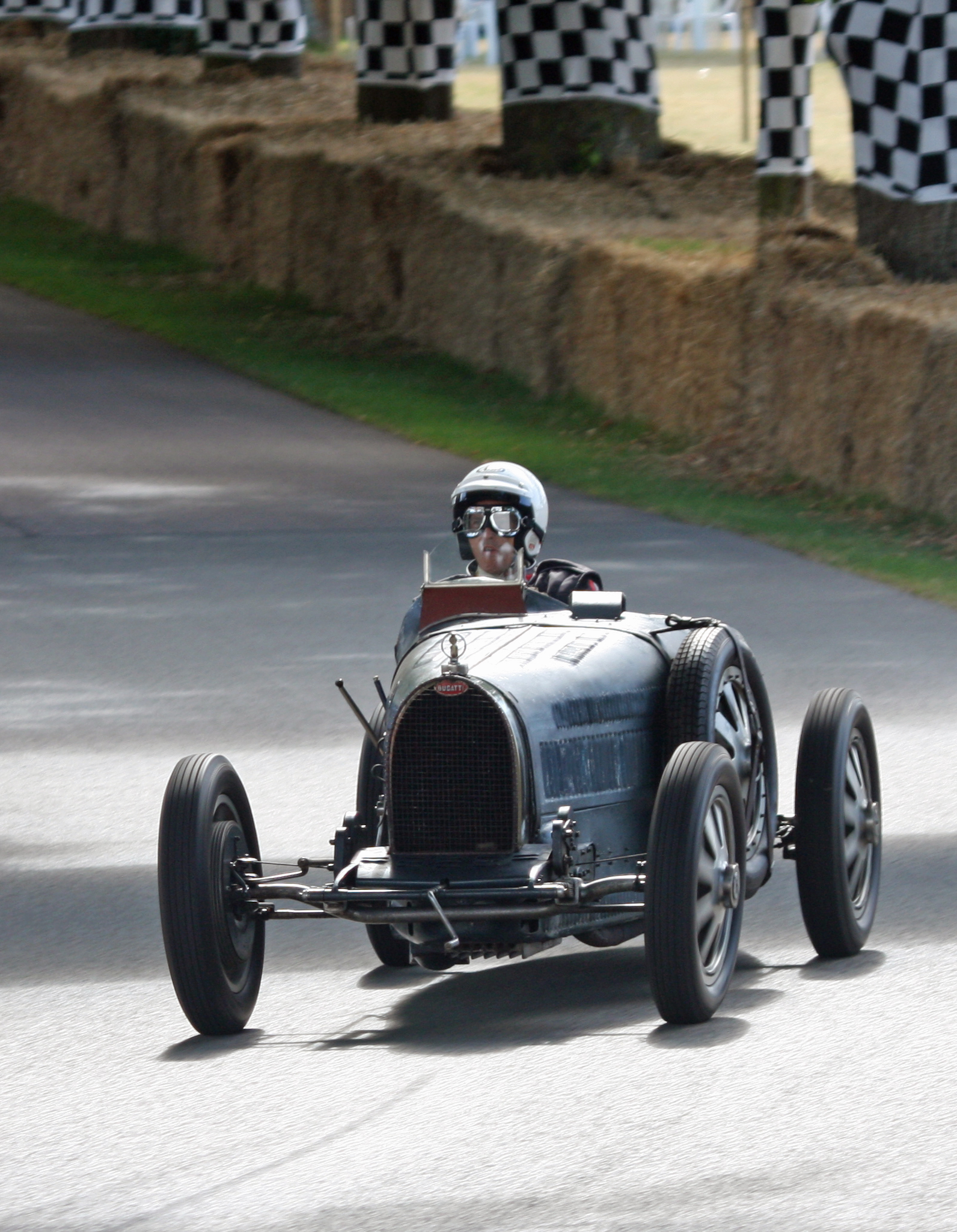
Un Bugatti Type 35C en el Festival de velocidad de Goodwood 2009.

| | Motor                   | Diámetro/Carrera | Cilindrada | Potencia         | Velocidad máxima | Año         |
| --- | ----------------------- | ---------------- | ---------- | ---------------- | ---------------- | ----------- |
| Type 35                                                                                               | 8 cilindros 24 válvulas | 60 mm × 88 mm    | 1991 cm3   | 100 cv (73,6 kW) | 184 km/h         | 1924 - 1927 |
| Type 35A                                                                                              | 8 cilindros 24 válvulas | 60 mm × 88 mm    | 1991 cm3   | 75 cv (55,2 kW)  | 173 km/h         | 1925 - 1928 |
| Type 35C                                                                                              | 8 cilindros 24 válvulas | 60 mm × 88 mm    | 1991 cm3   | 120 cv (88,3 kW) | 202 km/h         | 1927 - 1928 |
| Type 35T                                                                                              | 8 cilindros 24 válvulas | 60 mm × 100 mm   | 2260 cm3   | 105 cv (77,3 kW) | 190 km/h         | 1926 - 1930 |
| Type 35B                                                                                              | 8 cilindros 24 válvulas | 60 mm × 100 mm   | 2260 cm3   | 140 cv (103 kW)  | 210 km/h         | 1927 - 1931 |
| Type 37                                                                                               | 4 cilindros 12 válvulas | 69 mm × 100 mm   | 1496 cm3   | 60 cv (44,2 kW)  | 150 km/h         | 1926 - 1930 |
| Type 37A                                                                                              | 4 cilindros 12 válvulas | 69 mm × 100 mm   | 1496 cm3   | 90 cv (66,2 kW)  | 185 km/h         | 1928 - 1930 |
| Type 39                                                                                               | 8 cilindros 24 válvulas | 52 mm × 66 mm    | 1496 cm3   | 90 cv (66,2 kW)  | 185 km/h         | 1925        |
| Type 39A                                                                                              | 8 cilindros 24 válvulas | 52 mm × 66 mm    | 1496 cm3   | 120 cv (88,3 kW) | 185 km/h         | 1925 - 1926 |
| Fuente: Auto-Museum.net. «Bugatti Type 35/37/39/51»., Autotitre. «Fiche technique - Bugatti Type 35». |                         |                  |            |                  |                  |             |

## Resultados deportivos

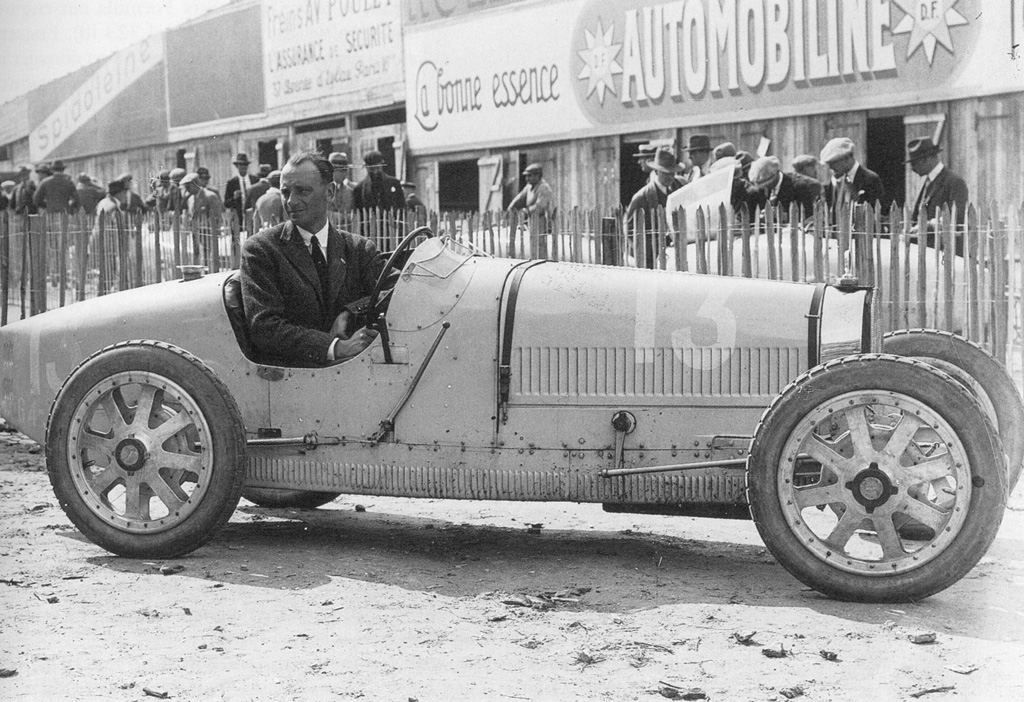
Meo Costantini, piloto de Bugatti, al volante de un Type 35 durante el Gran Premio de Francia de 1924.

La historia del Bugatti Type 35 en competición comenzó en Lyon el 3 de agosto de 1924, con la undécima edición de Gran Premio de Francia, la más famosa carrera automovilística de la época. Inscritos por primera vez, cinco Type 35 tomaron la salida de la carrera con el objetivo de lograr un triunfo para el equipo Bugatti, después de dos derrotas consecutivas en 1922 y en 1923. Sin embargo, esta primera tentativa terminaría en un fracaso, y el mejor Type 35 (el del francés Jean Chassagne) se clasificó en el séptimo lugar, a cerca de 41 minutos del primero. Este mal resultado fue producido por los continuos problemas con los neumáticos, lo que obligó a los pilotos de Bugatti a parar en talleres más de lo esperado. Inicialmente se pensó que la causa eran las nuevas llantas, pero posteriormente se descubrió que la derrota fue debida a la incorrecta vulcanización de los neumáticos Dunlop.··

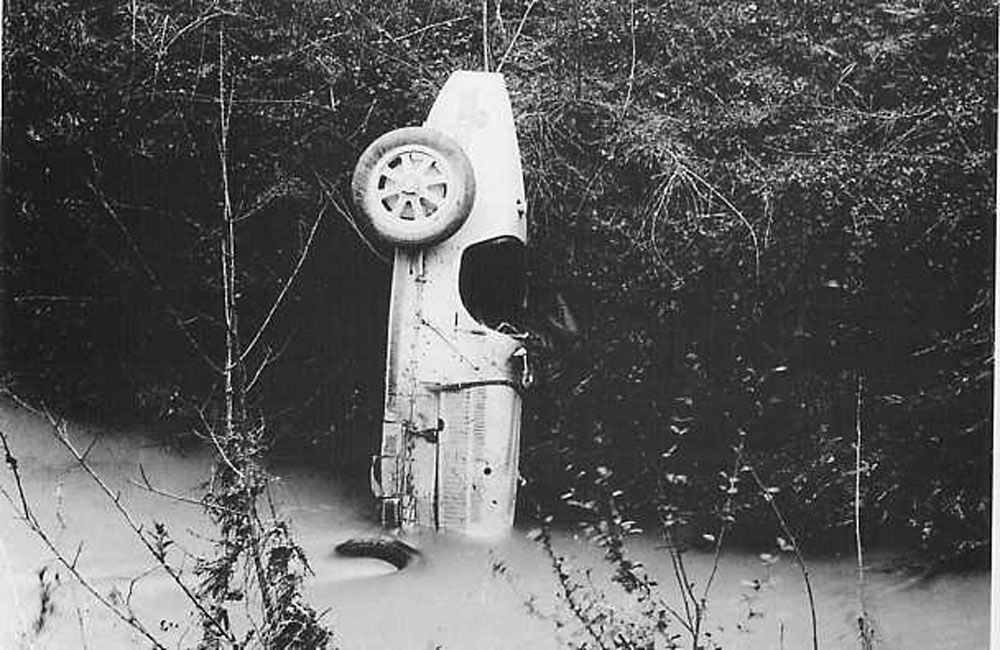
Accidente de Pietro Bordino al volante de un Type 35C el 15 de abril de 1928 durante los ensayos de los Gran Premio de Alejandría.

A pesar de este nuevo fracaso, tras el Gran Premio de Francia de 1924 comenzó una serie de victorias en competición sin precedentes en la historia del automóvil, que finalizaría en 1933. El Bugatti destacó especialmente en la carrera Targa Florio disputada en las sinuosas carreteras de Madonia (Sicilia), logrando durante cinco años consecutivos la primera posición: Meo Costantini con un Type 35 en 1925 y 1926; Emilio Materassi con un Type 35C en 1927; y finalmente Albert Divo con un Type 35B y un 35C en 1928 y en 1929.
Desgraciadamente, no todo fueron alegrías. En la edición de 1928 de la Targa Florio, falleció en accidente el famoso piloto italiano Pietro Bordino al volante de un Type 35C. Durante un entrenamiento poco antes de la carrera, atropelló un perro, rompiendo la dirección y perdiendo el control del vehículo, que se precipitó en un río, resultando el piloto ahogado y su copiloto mortalmente herido. Por el contrario, esta carrera vio la aparición de una de las más famosas mujeres piloto en la historia de los grandes premios: Elizabeth Junek. Solo un fallo de la bomba de agua y un pinchazo impidieron que no mejorase el quinto lugar obtenido, a solo nueve minutos del primero. Junek deslumbró al mundo en su Type 35B, superando a numerosos pilotos que compitieron a su lado, como Alberto Divo (compañero de Janine Jennky, ella misma ganadora de varias carreras con el Type 35, incluyendo un Gran Premio en Borgoña) Giuseppe Campari o Tazio Nuvolari.·· En sus memorias, Alfred Neubauer, director del equipo  Mercedes-Benz, también habló con admiración de Eliška: «Sin embargo, nunca habíamos visto algo así; una primicia mundial.».

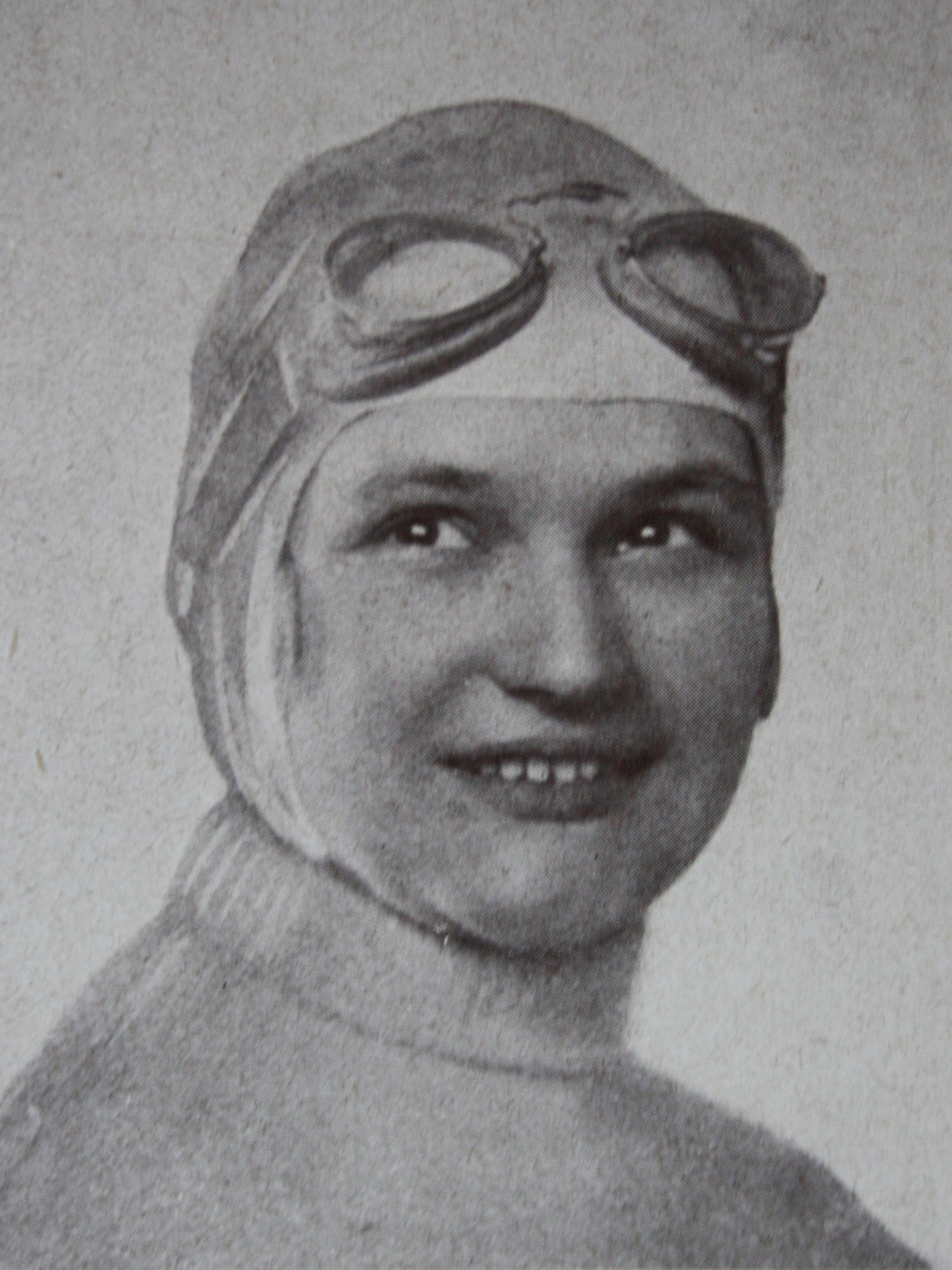
Fotografía de Elizabeth Junek.

El año 1926 fue el de la consagración de Bugatti, que ganó su primer título de Campeón del Mundo de Constructores. En esa temporada, el Gran Premio incluye cinco pruebas: Las 500 millas de Indianápolis, el Gran Premio de Francia, el Gran Premio de Europa en San Sebastián (España), el Gran Premio de Gran Bretaña y el Gran Premio de Italia. De estas cinco pruebas, tres fueron ganadas por Bugatti. El francés Jules Goux se adjudicó el Gran Premio de Francia y el de Europa en un Type 39 y en Type 39A respectivamente; mientras que Meo Costantini ganó el de Italia en un Type 35C.
Desde 1928, muchos de los grandes premios ganados por Bugatti son a través del piloto monegasco Louis Chiron. Finalmente integrado en el equipo oficial de la escudería Bugatti después de llamar la atención del «Patrón» al ganar el Gran Premio de Francia de 1927. Chiron se adjudicó el Gran Premio de España y el Gran Premio de Italia en 1928 y al año siguiente, el Gran Premio de Alemania en Nürburgring. Auténtica "punta de lanza" de las victorias de Bugatti, contribuyó decisivamente a forjar su reputación, y «dejó una profunda impronta en el mito Bugatti». La historia del Bugatti Type 35 en las carreras también cuenta con la victoria del piloto privado independiente Philippe Étancelin en el Gran Premio de Francia de 1930 sobre el enorme Bentley 4½ Litre de Henry Birkin. Menospreciando el segundo lugar del Bentley, Ettore Bugatti dijo en esta ocasión que su rival era el «camión más rápido del mundo», resaltando así que el Type 35 era mucho más ligero.·
| Temporada                                                                                     | n.º Pruebas | Prueba                            | Posición | Pilotos                 | Modelo   |
| --------------------------------------------------------------------------------------------- | ----------- | --------------------------------- | -------- | ----------------------- | -------- |
| Grandes Premios de la Temporada 1925                                                          | 4           | Gran Premio de Italia             | 3.º      | Meo Costantini          | Type 39  |
| Grandes Premios de la Temporada 1926                                                          | 5           | Gran Premio de Francia 1926       | 1.º      | Jules Goux              | Type 39A |
| Grandes Premios de la Temporada 1926                                                          | 5           | Gran Premio de San Sebastián 1926 | 1.º      | Jules Goux              | Type 39A |
| Grandes Premios de la Temporada 1926                                                          | 5           | Gran Premio de San Sebastián 1926 | 3.º      | Meo Costantini          | Type 39A |
| Grandes Premios de la Temporada 1926                                                          | 5           | Gran Premio de Gran Bretaña 1926  | 2.º      | Malcolm Campbell        | Type 39A |
| Grandes Premios de la Temporada 1926                                                          | 5           | Gran Premio de Italia 1926        | 1.º      | Louis Charavel          | Type 39A |
| Grandes Premios de la Temporada 1926                                                          | 5           | Gran Premio de Italia 1926        | 2.º      | Meo Costantini          | Type 39A |
| Grandes Premios de la Temporada 1927                                                          | 5           | Gran Premio de San Sebastián 1927 | 2.º      | Caberto Conelli         | Type 39A |
| Grandes Premios de la Temporada 1928                                                          | 2           | Gran Premio de Italia 1928        | 1.º      | Louis Chiron            | Type 37A |
| Grandes Premios de la Temporada 1928                                                          | 2           | Gran Premio de Italia 1928        | 3.º      | Tazio Nuvolari          | Type 35C |
| Grandes Premios de la Temporada 1929                                                          | 2           | Gran Premio de Francia 1929       | 1.º      | William Grover-Williams | Type 35B |
| Grandes Premios de la Temporada 1929                                                          | 2           | Gran Premio de Francia 1929       | 3.º      | Caberto Conelli         | Type 35C |
| Grandes Premios de la Temporada 1930                                                          | 3           | Gran Premio de Bélgica 1930       | 1.º      | Louis Chiron            | Type 35C |
| Grandes Premios de la Temporada 1930                                                          | 3           | Gran Premio de Bélgica 1930       | 2.º      | Guy Bouriat             | Type 35C |
| Grandes Premios de la Temporada 1930                                                          | 3           | Gran Premio de Bélgica 1930       | 3.º      | Albert Divo             | Type 35C |
| Grandes Premios de la Temporada 1930                                                          | 3           | Gran Premio de Francia 1930       | 1.º      | Philippe Étancelin      | Type 35C |
| Grandes Premios de la Temporada 1930                                                          | 3           | Gran Premio de Francia 1930       | 3.º      | Juan Zanelli            | Type 35B |
| Las cursivas indican que el GP es igualmente conocido con el nombre de Gran Premio de Europa. |             |                                   |          |                         |          |

## Epílogo

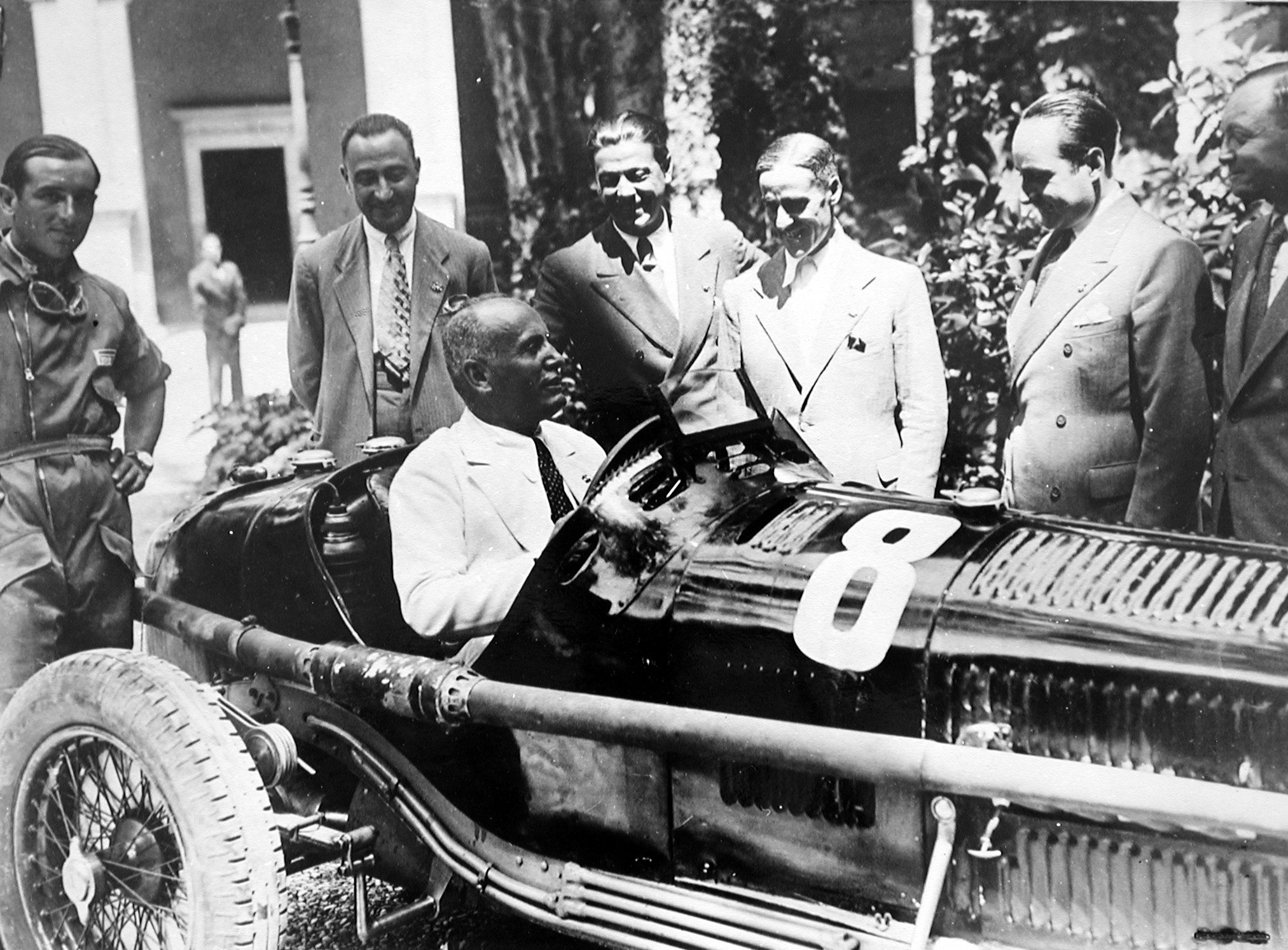
Mussolini al volante del Alfa Romeo P3, bólido vencedor en el Gran Premio de Pescara de 1932.

Como explican Eckhard Schimpf y Julius Kruta en el libro Bugatti en la competición 1920-1939, a pesar de que cambiasen las denominaciones, la mayoría de los Bugatti de este período son en última instancia solo variaciones del mismo modelo, el Type 35. A partir de 1931, el Type 35 será sustituido gradualmente en los Grandes Premios por el Type 51, a bordo del que Louis Chiron ganó entre otros el Gran Premio de Mónaco de 1931. Sin embargo, victoriosos durante casi una década, los Bugatti (y en general, los coches franceses) deben ceder su lugar de privilegio desde comienzos de los años 1930 a los fabricantes de deportivos italianos como Alfa Romeo y Maserati, o a los alemanes de Mercedes-Benz, y Chiron tendrá cada vez más difícil suplir la consiguiente falta de rendimiento de su Type 51 frente al poderío de vehículos como los Alfa Romeo P3.
Estos fabricantes, deben en parte su éxito a las subvenciones de sus respectivos gobiernos, en un período de fuerte nacionalismo. Al final de su discurso en el Salón del Automóvil de Berlín, Adolf Hitler proclamó que «sin el programa del automóvil, no hay futuro para el Nacional Socialismo». El organismo Nacional Socialista de los deportes de motor, el NSKK, también está configurado para organizar competiciones de automóviles y motocicletas en diferentes circuitos. Pero si el régimen nazi presta ayuda a Mercedes-Benz y a Auto Union con el fin de promover la gloria del Tercer Reich, el volumen de este apoyo financiero ha sido exagerado durante mucho tiempo por los medios de comunicación; y de hecho equivalía al 10% o menos de los gastos de funcionamiento de los dos equipos de competición.
Hoy en día, muchos de los Type 35 que se exhiben son réplicas construidas de forma casi idéntica a los originales. Debido a sus récords en competición y a su gran reputación (y a pesar del gran número de unidades producidas en su momento), un Bugatti Type 35 auténtico puede llegar a costar entre varios cientos de miles y varios millones de dólares, dependiendo de la versión, de su estado de conservación y de la autenticidad de sus piezas.